# Carlo Lenzi
Carlo Maria Lenzi (Palermo, 8 februari 1761 - 5 april 1825) was een Rooms-katholiek prelaat in het koninkrijk der Beide Siciliën. Hij was bisschop van Lipari (1818-1825) op Sicilië.

## Levensloop
Lenzi trad toe tot de priesterorde met de naam in het Latijn Ordo Clericorum Regularium Pauperum Matris Dei Scholarum Piarum, kortweg de piaristen. In 1875 werd hij tot priester gewijd. Zoals de orde voorschrijft, hield Lenzi zich bezig met het onderwijs. Hij was onder meer directeur van het internaat van Calasanzio in Palermo.
Koning Ferdinand I der Beide Siciliën duidde Lenzi aan als bisschop van Lipari (1818), wat paus Pius VII bevestigde (1818). Op 5 maart 1823 werd zijn bisdom getroffen door een aardbeving. Sindsdien liet hij elk jaar op 5 maart de heilige Bartolomeüs aanroepen, patroon van het bisdom. Dit bleef een traditie na zijn dood in 1825.